# ドリフト天国
ドリフト天国（ドリフトてんごく）は、ディーズクラブが製作・発行し、三栄より発売されていたドリフト走行専門誌。通称ドリ天。
1997年4月に創刊。2024年1月16日発売の「2024年2月号」をもって休刊となった。

## 概要
創刊号は姉妹誌である『OPTION2』の臨時増刊号として発行された。以後隔月で18冊発行し、1999年10月号より月刊化した。2006年8月号をもって、通巻100号に達している。編集長は川崎隆介。
頭文字D等によって一般にドリフト行為が認知される以前より刊行されている雑誌であり、ドリフト走行を趣味とする者の間での知名度は高い。DIY情報中心の姉妹誌『OPTION2』からの派生ということもあり、ドリフトのためのセッティングやチューニングの手法の紹介や、各地のドリフトイベントの取材記事など、読み手であるドリフト走行の愛好者を中心にした誌面展開が特徴であり、チューニングショップや自動車メーカー主体の他の自動車雑誌と異なる点となっている。また、現在ではSUPER GTなどのレースで活躍する谷口信輝やTVCMなどでも活躍する野村謙等ドリフトで有名になったレーシングドライバーの多くがこの雑誌に掲載経験があり、前述のような高い知名度を誇る一因となっている。
公道でドリフト走行が行われているスポットの様子を紹介したり取材班が実際にその公道でドリフト走行を行うなど、違法・脱法行為（道路交通法違反、共同危険行為）を推奨・助長するかのような記事も散見される。
また、雑誌主催のイベントとして、日本唯一の学生限定のドリコンである全日本学生ドリフト王座決定戦を毎年開催している。かつては近年は3月1日に実施されるセフィーロミーティング、夏期に開催されるガソリンスタンド勤務者のためのドリコンであるオイラーズドリコン、2代目デモカーのチェイサーがATな故に作られた「2PDミーティング」、デモカーの色がピンクであることから生まれた、「ピンクミーティング」も主催していた。
雑誌編集部の所有として「ドリ天セフィーロ」「ドリ天チェイサー」「ドリ天EP」「ドリ天シルビア」などのデモカーがあり、特集記事も組まれた。詳しくは「デモカー」の項目を参照のこと。
2015年12月号より表紙がつや消しになる。
ドリフト専門誌は他に平和出版より同様内容の「ハイパーカースタイルバトルマガジン (BM)」があったが平和出版倒産の為廃刊となった。アメリカでは「DRIFTING MAGAZINE」という専門誌がある。
2024年2月号をもって休刊した。

## 主催大会

### 継続して開催されている大会
全日本学生ドリフト王座決定戦
例年夏（2020年以降は秋）に開催される、日本唯一の学生（大学生・専門学生が主だが、なかには高校生もいる）限定のドリコン。通称は「学ドリ」。

### 開催が終了している大会
セフィーロミーティング
日産・セフィーロ（モデルは問わないが、A32以降は駆動方式がFFとなったため、FRのA31メインのミーティングになった）のみが参加可能なワンメイクミーティング。珍しい「セフィーロによるミーティング」ということもあり大事に継続されてきたが、象徴的存在のドリ天セフィーロが、2005年の富士スピードウェイで炎上事件を起こし廃車になってしまったことから川崎編集長自らが閉幕を宣言。2006年度の開催を持って歴史にピリオドが打たれた。
オイラーズドリコン
ガソリンスタンドの正社員、もしくはアルバイトをしているドリフターにのみ参加が許されるドリコン。優勝商品はエンジンオイルやミッションオイルなど、「オイル」にまつわるものが多い。
2PDミーティング
ピンクミーティング

## 企画発のデモカー
ドリ天セフィーロ
日産・セフィーロがベース。青島文化教材社からプラモデルが発売され、雑誌上でもプラモデルコンテストが開催された。しかし、その直後に前述の事故で炎上。トランクを切ってピックアップ化し、一度は復活を遂げるが、車検を通すことができずに廃車となった。車体は解体され、プレス処理された状態で走り乃神社に「埋葬」されている。
ドリ天チェイサー
トヨタ・チェイサー (JZX90)をベースに、「2PDミーティング」のベンチマーク的存在にするべく作られたデモカー。D1ストリートリーガルの予選会にも参加したことがある。エンジンは吸排気系＋冷却系チューニングによるブーストアップで実測300ps前半にとどまっているものの、大排気量らしいトルクの立ち上がりに優れる1JZ-GTEの特性があり扱いやすい。2008年にはT67-25Gタービンを装着し、パワーアップを果たしている。エンジンルームのメイキングはWeldが担当し、「配線を一切見せない」という同社のコンセプトに基づきスッキリとしたエンジンルームが特徴。足回りにはDG-5が奢られ、ボディ剛性もクスコの6点式ロールケージで磐石の態勢。タイヤはフェデラル・595RS-Rを履き、後にはホールドレバーやBRIDE製のフルバケットシート（GIAS）も装着された。幾多のクラッシュした経緯があり、外装はボロボロである。リアフェンダーだけが黒いのはクラッシュを機に同誌の企画でDIY板金（パネルボンドを使ったフェンダー張替え）を行ったため。2009年のオートサロンでは、マークXの内装を流用し、外装もVERTEXのエアロを装着した姿で展示された。その後は、ボディの完全な老朽化に伴ってトヨタ・クレスタ (GX100)へ箱替えされた。
ドリ天EP
トヨタ・スターレット4WD (EP85)をベースに、広島県に本拠地を置くドリフトチーム・ネオフォースのメンバーでありKP61スターレット乗りの岩井照宜（現・D1グランプリ選手）とのコラボレーションで開始された。最初は4WDをFRにすることから始まり、そこから切れ角アップ→エンジンのブーストアップ→オートサロン展示に向けて外装仕上げなどとハードなメニューが続き、オートサロン開始までひと月を切ったあたりで岩井が夜逃げとも取れる文章を書くなど、スターレットを知り尽くした男でさえも苦しんだ。しかし予定通りに2005年度のオートサロンに間に合わせ、春先にはドリフトも披露。無事に企画倒れから脱却することができた。
ドリ天クレスタ
ドリ天チェイサーのボディの寿命に伴い、後釜として製作されたトヨタ・クレスタ（GX100）ベースのデモカー。状態の良いボディを探したためにグレードはGX系のエクシードがベースである。エンジン、ミッション等は全てドリ天チェイサーからのフル移植（箱替え）で、内装のほとんども全てドリ天チェイサーから移植した。外観はDIY特集でフューエルリッドをウエットカーボン化されている以外は変化はほとんどなく、これからのドリ天デモカーとして発展していくと思われたが、茂原ツインサーキットでドリ天セフィーロのデジャヴのように再び炎上、廃車となってしまった。
ドリ天シルビア
ドリ天クレスタの廃車以降デモカーを作らず企画などでは川崎編集長の個人所有車両である日産・スカイラインGT-R（BNR32）などを使用していたが、新たなデモカーとして日産・シルビア（S15）を導入した。これまでのデモカーとは趣が変わっており、元ディーラー整備士という経歴を持つ女性アルバイトDIY作業企画『メカドル』のドナー車両という立ち位置となっている事と、これまでのデモカーとは違いオーディオ系に力を入れている（こちらはドリ天ビデオの川崎元編集長DIY企画によるもの）のが特徴となっている。